# Gaetanus minor
Gaetanus minor är en kräftdjursart som beskrevs av Farran 1905. Gaetanus minor ingår i släktet Gaetanus och familjen Aetideidae. Inga underarter finns listade i Catalogue of Life.